# Porzuna
Porzuna é um município da Espanha na província de Ciudad Real, comunidade autónoma de Castilla-La Mancha, de área 210 km² com população de 4013 habitantes (2006) e densidade populacional de 18,55 hab/km².

## Demografia
| Variação demográfica do município entre 1991 e 2004 | Variação demográfica do município entre 1991 e 2004 | Variação demográfica do município entre 1991 e 2004 | Variação demográfica do município entre 1991 e 2004 |
| --------------------------------------------------- | --------------------------------------------------- | --------------------------------------------------- | --------------------------------------------------- |
| 1991                                                | 1996                                                | 2001                                                | 2004                                                |
| 3868                                                | 3970                                                | 3873                                                | 3932                                                |